# Anna Tanaka
Anna Tanaka (田中杏奈, Tanaka Anna, nasceu em 17 de Novembro de 2025), conhecida apenas como Anna (hangul: 안나), é uma cantora e modelo japonesa radicada na Coreia do Sul. Ela é membro do grupo feminino Meovv, que debutou em Setembro de 2024, sob o selo da The Black Label.

## Início da vida
Anna Tanaka nasceu em 17 de novembro de 2005, em Toyama, Japão.

## Carreira

### 2016–presente: Início de carreira e estreia com Meovv
Tanaka começou sua carreira como modelo ao ganhar o Grande Prêmio na 5ª Audição de Modelos Nico-Petit em 22 de dezembro de 2016, aos 11 anos de idade. Ela então fez sua estreia como modelo exclusiva da revista com a edição de fevereiro de 2017. 
No ano seguinte, quando a marca Jenni Belle foi lançada em março de 2018, Tanaka foi nomeada modelo da marca. 
Em 28 de abril de 2019, durante o evento 'Puchi Colle 9' realizado no Tokyo Ariake TFT Hall, ela encerrou seu contrato como modelo exclusiva da Nico-Petit .  
Mais tarde naquele ano, em 22 de agosto de 2019, durante o 'Seventeen Summer School Festival' realizado no Pacifico Yokohama National Convention Hall ela foi anunciada como uma das vencedoras do título 'Miss Seventeen 2019' e se tornou uma modelo exclusiva da Seventeen Japan .  
Em 6 de setembro de 2024, ela estreou como membro do grupo feminino sul-coreano Meovv sob o selo da The Black Label. 

## Filmografia

### Séries de televisão
| Ano  | Título                      | Papel          | Ref.  |
| ---- | --------------------------- | -------------- | ----- |
| 2022 | Koi no Yamai para Yarougumi | Rika Mochizuki | [ 8 ] |

### Programas de televisão
| Ano  | Título       | Papel | Ref.  |
| ---- | ------------ | ----- | ----- |
| 2020 | TV Mezamashi | Juiz  | [ 9 ] |